# БК Урал-Грейт
„Урал-Грейт“ е руски баскетболен отбор от Перм, съществувал от 1995 до 2008 година.

## История
Отборът е основан през 1995 г. Златният му период е от края на 90-те години до средата на новия век. През 2001 г. Урал стават шампион на Русия, прекъсвайки хегемонията на ЦСКА Москва. През същия сезон печелят и Северноевропейската баскетболна лига. На следващия сезон Урал защитават титлата си и достигат до Топ 16 на Евролигата, а Сергей Чикалкин е избран за баскетболист на годината в Русия. През 2004 г. Урал печелят купата на страната. В следващите сезони отборът е в средата на таблицата и най-големите му успехи са участие в Еврочалъндж. След края на сезон 2008/09 отборът фалира и прекратява съществуването си.

## Успехи
- Шампион на Русия – 2000/01, 2001/02
- Купа на Русия – 2003/04
- Северноевропейска баскетболна лига – 2001
- Купа на ФИБА – 2005/06

## Известни играчи
- Сергей Панов
- Алексей Зозулин
- Захар Пашутин
- Фьодор Лихолитов
- Василий Карасьов
- Сергей Чикалкин
- Александър Башминов